# Ubuntu Certified Professional

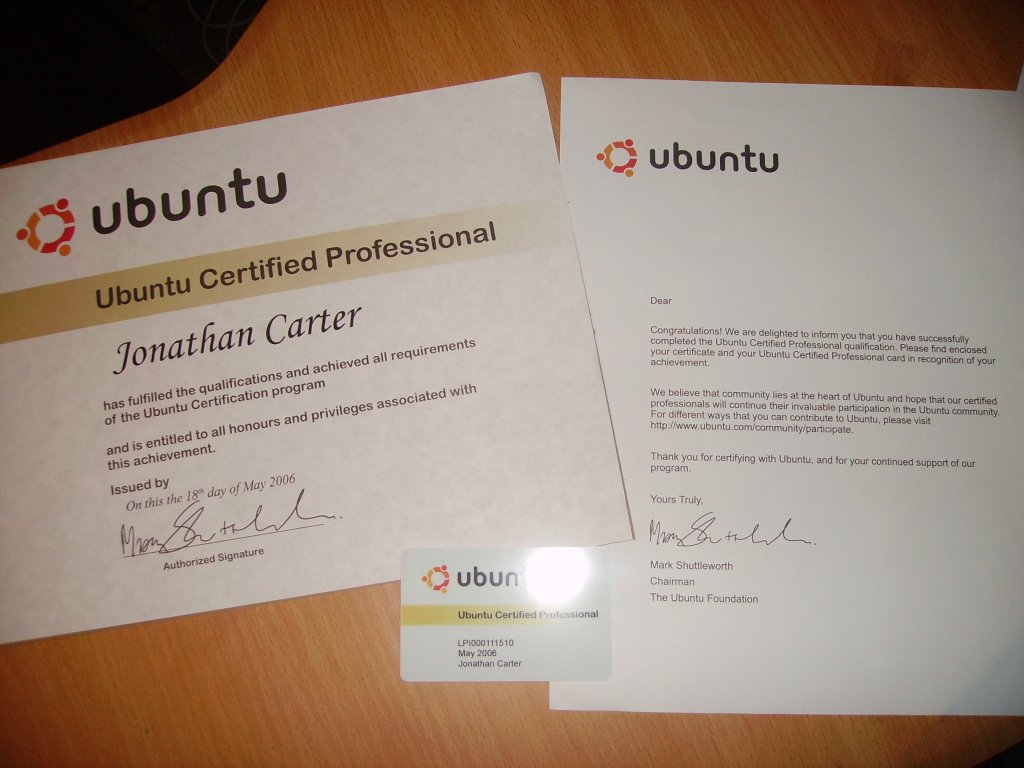
Сертификат Ubuntu

Ubuntu Certified Professional (UCP, англ. Сертифицированный профессионал Ubuntu) — учебная сертификация системных администраторов, основанная на сертификации LPI первого уровня.

## Описание
Для прохождения необходимо сдать несколько экзаменов: LPI 101, LPI 102 и Ubuntu 199.
Сертификация представляет собой пятидневный курс, дающий участникам знания, необходимые для установки и настройки Ubuntu Linux на персональных компьютерах и серверах. Она знакомит участников с основными навыками, необходимыми для системных администраторов Ubuntu.